# Elisabeth Huselius-Wickter
Anna Elisabeth Huselius-Wickter, född Huselius 5 januari 1901 i Trollhättan, död 26 oktober 1965 i Västra Skrävlinge församling i Malmö, var en svensk tonsättare och harpist.
Elisabeth Huselius-Wickter komponerade drygt 100 verk, framför allt för harpa, röst, orgel och för piano men också verk för orkester, bland annat Meditation för liten orkester (1929) och Vid havsstranden från samma år. Hon var utbildad vid Kungliga Musikkonservatoriet; efter organistexamen 1923 fortsatte hon med studier i kontrapunkt och harpa fram till 1932. Från 1933 var hon anställd som harpist vid Malmö Konserthusstiftelse och tjänstgjorde även i  Malmö Stadsteaters orkester. 
Elisabeth Huselius-Wickter var gift med bokbindaren Hilding Wickter (1898-1983).

## Biografi
Elisabeth Huselius föddes 5 januari 1901 i Trollhättan. Hon var dotter till baptistpredikanten Fritz August Huseluis och Anna Gunilla Vestmin. Familjen flyttade 1903 till Väskinde socken på Gotland. De bodde från 1904 i Visby, Gotland. År 1910 flyttade familjen till Mariefred. De bosatte sig 1912 i Stockholm. Elisabeth Huselius blev vårterminen 1922 student i orgel vid Kungl. Musikkonservatoriet och hon avlade organistexamen där höstterminen 1923. Hon studerade mellan 1923 och 1925 kontrapunkt vid konservatoriet och tog efter studierna lektioner i harpa. Huselius blev vårterminen 1927 student i harpa vid konservatoriet, fram till 1932. Från 1933 var hon anställd som harpist vid Malmö Konserthusstiftelse och tjänstgjorde även i Malmö Stadsteaters orkester.

## Verk

### Pianoverk
- Fridhällstoner, komponerad 1921.[12]
- En vinterdröm, komponerad 1921.[12]
- En Mälaridyll, komponerad  1921.[12]
- Preludium för piano, komponerad 1922.[12]
- Ballad, komponerad 1925.[12]
- Böljesång, komponerad 1925.[12]
- En dröm, komponerad 1926.[12]
- Introitus. Musikaliskt porträtt för piano. Tillägnad lillebror Georg, komponerad 1929.[12]
- Hélène, för harpa eller piano, komponerad 1929.[12]

### Harpa
- Till mamma på födelsedagen, komponerad 1926.[12]
- Vid havsstranden, komponerad 1926.[12]
- Hélène, för harpa eller piano, komponerad 1929.[12]
- Sex kompositioner för harpa.[12]
  - Aubade, 1933.
  - Skymningslegend, komponerad 1933.
  - En gåta, komponerad 1938.
  - Gasellen, komponerad 1939.
  - Tonmålning, komponerad 1940.
  - Vision, komponerad 1930.
- Majsång, komponerad 1964.[12]
- Solglitter, komponerad 1964 (komponerad för piano 1920).[12]
- Tankar efter predikan, komponerad 1964 (komponerad för orgel 1920).[12]
- Julpotpourri, komponerad okänt år.[12]

### Sånger
- Klocktoner "Klockorna klämta dova", texten är skriven av H. Cederblad, komponerad 1921.[12]
- Blommande, röda ljung, för en röst med harpa eller piano, texten är skriven av en okänd person, komponerad 1928.[12]
- Stillhet, texten är skriven av en okänd person, komponerad 1929.[12]
- Din stämma, texten är skriven av Carl Snoilsky, komponerad 1934.[12]
- I fjällgränsen II "Skogen spelar", för en röst med harpa eller piano, texten är skriven av B. Bergman, komponerad 1936.[12]
- Månsken på strömmen "Som klippt i sotat papper”, för en röst med harpa eller piano, texten är skriven av B. Bergman, komponerad 1936.[12]
- Sommarvisa "Det lyser och det glittrar", texten är skriven av E. Björklund, komponerad 1939. Tillägnad sångerskan Signe Wernhagen.[12]
- Lärkor och trastar "Syster ditt skratt", texten är skriven av Olof Thunman, komponerad 1940. Tillägnad sångerskan och väninnan Elisabet Maull på hennes födelsedag.[12]
- Stråla Betlehemsstjärna "Betlehemsstjärna stråla och brinn”, texten är skriven av Hélène, komponerad 1944.[12]

### Kör
- Julklockorna "Det klang över", för blandad kör och piano, texten är skriven av Hélène, komponerad 1930.[12]
- Fyra körsånger, för blandad kör a cappella, komponerad okänt år.[12]

1. Det är vår "Det susar i knoppande alar", texten är skriven av Olof Thunman.
2. Hymn "Dag står klar", texten är skriven av Zacharias Topelius.
3. Inför den korsfäste "O, du som bar", texten är skriven av Erik Natanael Söderberg.
4. Jubel "Nu glittrar vikens vågor", texten är skriven av E. K.